# Шишковцы (Новоселицкая городская община)
Шишковцы (укр. Шишківці) — село в Новоселицкой городской общине Черновицкого района Черновицкой области Украины.
До 2020 года входило в Новоселицкий район
Население по переписи 2001 года составляло 371 человек. Почтовый индекс — 60330. Телефонный код — 803733. Код КОАТУУ — 7323086703.